# Relations entre l'Algérie et le Pakistan
Les relations entre l'Algérie et le Pakistan désignent les relations entre deux états, la République algérienne démocratique et populaire, pays d'Afrique du nord et la République islamique du Pakistan, pays d'Asie du sud. Elles sont chaleureuses et cordiales. Le Pakistan a été l'un des premiers pays à reconnaître le gouvernement provisoire de la République algérienne et sa mission a été ouverte à Karachi, alors capitale du Pakistan, en 1958. Les deux pays ont des trajectoires quelque peu similaires et des intérêts communs. Ils se sont également soutenu les uns les autres dans divers forums multilatéraux, y compris à l'ONU, l'OCI et durant le Mouvement des non-alignés. L'Algérie a une ambassade à Islamabad et le Pakistan dispose d'une ambassade à Alger.
L'Algérie et le Pakistan font tous les deux partis de nombreuses organisations regroupant de nombreux pays musulmans comme l'Organisation de la coopération islamique ou encore de la Banque islamique de développement.

## Histoire

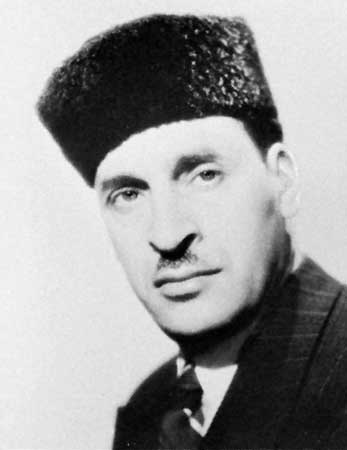
Le Premier ministre algérien Ferhat Abbas.

Le Pakistan a été un fervent partisan de l'indépendance algérienne, même avant l'indépendance de l'Algérie. Le Pakistan a été l'un des premiers pays à reconnaître le « Gouvernement provisoire de la République algérienne » en exil, le 19 septembre 1958, sous le Premier ministre Ferhat Abbas et a permis d'ouvrir sa mission à Karachi. Le gouvernement du Pakistan a fourni des passeports diplomatiques à des membres éminents du gouvernement algérien en exil pour leurs voyages à l'étranger, tels que Ahmed Ben Bella. Le soutien solide du Pakistan a causé la colère de la France qui espérait que le Pakistan reste à l'écart de cette affaire, surtout depuis que le Pakistan a été signataire de l'OTASE et du Pacte de Bagdad.
En raison du soutien du Pakistan pour l'indépendance algérienne, les relations bilatérales entre le Pakistan et la France étaient à leur niveau le plus bas au cours de la période considérée. Elles se sont améliorées lorsque, quelques mois plus tard, la crise sur l'indépendance de l'Algérie a été réglée par les accords d'Évian signés en mai 1962[citation nécessaire]. Le ministre des affaires étrangères de l'époque, Manzur Qadir, s'est félicité de ce développement comme une victoire pour les forces de libération.
Après la mort de l'ancien Premier Ministre pakistanais Benazir Bhutto en décembre 2007, le gouvernement algérien a condamné son assassinat. Le ministre des affaires étrangères algérien, Mourad Medelci a signé le livre des condoléances de la part du Président algérien.
Le Pakistan a condamné fermement les attaques terroristes à Alger le 11 décembre 2007, dans lesquelles deux bombes ont explosé à Alger à l'extérieur du Conseil constitutionnel et du bureau du HCR qui ont coûté 40 vies dont 17 membres de l'ONU, et l'attentat-suicide sur le Bureau du Premier ministre le 11 avril 2007, qui a fait 24 victimes. L'ancien président Pervez Musharraf a exprimé sa solidarité avec l'Algérie, a condamné cette attaque et a exprimé ses condoléances.
À la suite du tremblement de terre du 8 octobre 2005 au Pakistan, le gouvernement algérien a envoyé 800 tentes, 200 couvertures et dix tonnes de médicaments. En novembre 2008, à la suite du tremblement de terre dans la province du Baloutchistan, le gouvernement algérien a fait don d'un chèque d'un million de dollars.
Le président algérien Abdelaziz Bouteflika a reçu la récompense de « meilleure gouvernance d'un État musulman » par un quotidien national, le Pakistan Observer en 2005,.
Un groupe pakistano-algérien au Parlement pakistanais a été formé le 10 janvier 1990. Le premier groupe parlementaire en Algérie destiné à la promotion de l'amitié entre l'Algérie et le Pakistan a été introduit le 29 décembre 1990. Par la suite, un groupe parlementaire d'amitié avec l'Algérie a également été créé au Sénat pakistanais et l'Algérie a réciproquement créé un groupe pakistano-algérien d'amitié de treize membres.
Les relations entre les deux pays a eu un nouvel élan après la visite de l'ancien Président Musharraf en juillet 2003 après un long intervalle de douze ans. Cette visite était un pas significatif vers un renforcement et une amélioration du niveau des relations bilatérales entre les deux pays. Les réunions entre les deux chefs d’État et d'autres dirigeants ont offert une opportunité d'échange d'idées et de développer une meilleure compréhension sur de larges sujets de préoccupations mutuelles, régionales et internationales. Les algériens appréciaient le rôle prépondérant du Pakistan comme « État de première ligne dans la coalition internationale contre le terrorisme et son engagement continu pour la coopération avec la communauté internationale y compris l'Algérie pour éradiquer cette menace ».
En septembre 2005, la première session inaugurale de la Commission ministérielle conjointe (CMC) entre le Pakistan et l’Algérie s'est tenue à Islamabad. Le ministre des petites et moyennes entreprises et de l'artisanat Mustapha Benbada était à la tête de la délégation algérienne, alors que le ministre fédéral pour le pétrole et les ressources naturelles Amanullah Khan Jadoon dirigeait le côté pakistanais. Le CMC Pakistan-Algérie fut établi en 1987 et sa première séance a pris place après un intervalle de 18 ans. Trois accords pour la coopération dans les domaines des petites et moyennes entreprises (PME) et de l'artisanat, un programme d'échange culturel 2005-2008 et de science et technologie ont été signés. La signature du traité d'extradition en 2003, a ouvert la voie pour le rapatriement des Algériens au Pakistan.

## Rencontres bilatérales

### Visites pakistanaises en Algérie

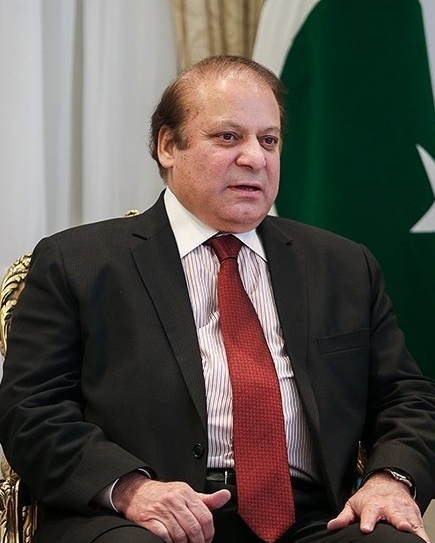
Le Premier ministre pakistanais Nawaz Sharif.

- 1972 : le président Zulfikar Ali Bhutto a visité l'Algérie avec d'autres pays, en janvier 1972 dans le but d'obtenir un appui pour la reconnaissance internationale du Pakistan oriental en tant que Bangladesh.
- 1990 : le Premier ministre du Pakistan Benazir Bhutto s'est rendu en Algérie en 1990.
- 1991 : l'ancien Premier ministre Nawaz Sharif, a effectué une visite en Algérie en 1991.
- 2001 : en octobre 2001, l'ancien Premier ministre pakistanais Shaukat Aziz s'est rendu en Algérie du 22 au 24 octobre pour la 26e réunion annuelle du conseil des gouverneurs de la Banque islamique de développement qui s'est tenue à Alger. Le ministre des finances a été également reçu par le ministre des affaires étrangères algérien et le ministre algérien des finances.
- 2003 : Makhdoom Syed Faisal Saleh Hayat, ancien ministre de l'intérieur et du contrôle des stupéfiants s'est rendu en Algérie du 24 au 26 mars 2003. Il a également appelé le président algérien, Abdelaziz Bouteflika et lui remis un message du Président du Pakistan. Il a signé un traité d'extradition avec son homologue algérien[12].
- 2003 : le président Pervez Musharraf s'est rendu en Algérie du 15 au 17 juillet 2003 dans le cadre d'une visite de trois pays d'Afrique du Nord (Tunisie, Algérie et Maroc). Il était accompagné par le ministre des affaires étrangères et le ministre d'État, Président du bureau de promotion de l'exportation. Une délégation d'hommes d'affaires pakistanais a également accompagné le Président. Il a rencontré le Président algérien, les Présidents algériens du Sénat et de l'Assemblée nationale et le Chef du Gouvernement. Le Président s'est également adressé à un groupe d'hommes d'affaires algériens et des opérateurs économiques[13].
- 2003 : huit membres de la délégation du Sénat pakistanais, présidés par Muhammad Mian Soomro se sont rendus en Algérie du 29 août au 2 septembre 2003. Au cours de leur séjour de cinq jours en Algérie, la délégation a tenu des réunions avec le Président Bouteflika, le Président algérien du Conseil de la nation, le Président de l'Assemblée populaire nationale, le Premier Ministre, le ministre des affaires étrangères, le ministre du commerce, le ministre de la culture et de l'information, et le Président de la Chambre algérienne de commerce et d'industrie[13].
- 2005 : neuf membres de la délégation dirigée par l'ancien président de l'Assemblée nationale Chaudhry Amir Hussain se sont rendus en Algérie à partir du 23 au 27 avril 2005. Au cours de la visite, la délégation a tenu des réunions avec le Président algérien Abdelaziz Bouteflika, le Premier Ministre, le président de l'Assemblée Nationale algérienne, le Président du Sénat, le Ministre de l'Intérieur et du Commerce et des représentants de divers partis politiques et comités parlementaires et les a informé sur diverses questions, y compris le mouvement de liberté au Cachemire sous occupation indienne[14].
- 2006 : sept membres de la délégation du Ministère du pétrole et des ressources naturelles du Pakistan, dirigé par l'ancien Ministre Amnaullah Khan Jadoon se sont rendus en Algérie du 6 au 8 janvier 2006, sur l'invitation du ministre algérien de l’énergie et des mines Chakib Khelil. Il a également tenu des réunions avec le ministre algérien pour les petites et moyennes entreprises, Mustapha Benbada, et les représentants de la société algérienne de pétrole et de gaz Sonatrach. La délégation a également visité le champ de gaz Hassi R'mel[15].
- 2007 : le Président du Comité conjoint des chefs d'état major, le général Ehsan ul Haq, a effectué une visite en Algérie du 23 au 28 janvier 2007. Il a tenu des réunions avec le ministre délégué à la défense Abdelmalek Guenaizia et le Chef des forces armées algériennes, le Général Major Ahmed Gaïd Salah. Il a visité plusieurs bases militaires et installations. Il a également remis un projet de protocole d'entente sur la coopération en matière de défense au côté algérien[16].

### Visites algériennes au Pakistan
- 1959 : Ferhat Abbas, président du Gouvernement provisoire de la République algérienne (PGAR), a rencontré le président Ayub Khan pour solliciter le soutien du Pakistan dans la guerre pour l'indépendance de l'Algérie.
- 1974 : Houari Boumédiène, l'ancien Président de l'Algérie s'est rendu au Pakistan pour participer à la quatrième rencontre au sommet de l'OCI à Lahore.
- 1997 : Mokdad Sifi, ministre d'État pour le Président algérien, a assisté à la Session extraordinaire de l'OCI tenue à Islamabad, le 23 mars 1997.
- 1999 : l'ex-président de l'Assemblée nationale algérienne, Abdelkader Bensalah, a visité le Pakistan en tant qu'envoyé spécial du président de l'Algérie en août 1999.
- 2000 : l'ancien ministre des affaires étrangères de l'Algérie a visité Islamabad du 4 au 6 juin 2000, en tant qu'envoyé spécial du président algérien. L'envoyé spécial a rendu au chef de l'exécutif, au ministre des affaires étrangères, au ministre de l'intérieur et a également rencontré le directeur général des services de renseignement pakistanais.
- 2003 : le ministre algérien de la privatisation et de la promotion de l'investissement s'est rendu au Pakistan pour assister à la Conférence sur l'Investissement, tenue à Islamabad, les 19 et 20 avril 2003.
- 2003 : l'ex-président de l'armée nationale algérienne, le Général Major Mohamed Lamari a visité le Pakistan du 13 au 18 décembre, en 2003, à l'invitation de l'ex-Président du Comité conjoint des chefs d'état major, le Général Mohammad Aziz Khan. La visite s'est concentrée sur les moyens d'améliorer la coopération en matière de défense comme le Pakistan.
- 2007 : Tayeb Belaïz, ministre de la justice s'est rendue au Pakistan en mai 2007 afin de participer à la 34e session de la Conférence islamique des ministres des affaires étrangères (CIMAE) de l'OCI à Islamabad . Il a également rendu visite au Président du Sénat, Muhammad Mian Soomro.
- 2007 : Abdelkader Bensalah, le Président du Conseil de la nation, a conduit une délégation de parlementaires algériens au Pakistan en juin 2007 et a rendu visite au président Pervez Musharraf, au président du Sénat Muhammad Mian Soomro et à l'ancien président de l'Assemblée nationale Chaudhry Amir Hussain. Il a également visité les assemblées provinciales à Lahore et Karachi.

### Contacts de haut niveau en marge des forums internationaux
- 2000 : le président Pervez Musharraf a rencontré le président algérien, le 12 avril 2000, en marge du Sommet Sud-Sud à La Havane. Les deux chefs de gouvernement ont souligné la nécessité de renforcer les relations bilatérales et de combler le vide sur les différends en particulier concernant les problèmes de sécurité.
- 2000 : le ministre des affaires étrangères pakistanais a rencontré le Secrétaire général algérien du ministère des affaires étrangères en marge de la 27e conférence islamique des ministres des Affaires étrangères de l'OCI tenue à Kuala Lumpur, le 29 juin 2000.
- 2000 : le président Pervez Musharraf a tenu une autre réunion avec le Président algérien, à New York, le 10 septembre 2000, débattant en grande partie sur la question des afghano-algériens.
- 2001 : le ministre des affaires étrangères pakistanais a tenu une réunion à Doha, avec son homologue algérien, le 10 octobre 2001, où le ministre des affaires étrangères algérien a à nouveau soulevé la question des Arabes Afghans.
- 2008 : l'ancien ministre des affaires étrangères du Pakistan Inam ul-Haq a rencontré le ministre des affaires étrangères algérien Mourad Medelci lors du onzième sommet de l'OCI au Sénégal en mars 2008. Les deux ont exprimé leur satisfaction sur l'état des relations d'amitié existant entre les deux états et ont mis l'accent sur la nécessité d'améliorer encore ces relations. Ils ont discuté des possibles chemins où la coopération bilatérale pourrait être encore améliorée et ont constaté la convergence d'idées sur le terrorisme qui est contre les principes de l'Islam. Les deux ministres des affaires étrangères étaient d'accord sur l'application des résolutions de l'OCI, en particulier celles liées au développement économique des membres de l'OCI[17].

## Profil économique de l'Algérie et du Pakistan
Depuis 1991-92, la balance commerciale entre les deux pays a été en faveur du Pakistan en raison de l'augmentation de l'exportation de produits textiles (fils de coton, de tissus et de vêtements), articles de sport, marchandises de chirurgie, des allumettes et du henné, etc.
L'exportation du Pakistan vers l'Algérie pour mai–juin 2006-2007 a augmenté à 22,6 milliards de dollars depuis les chiffres de mai–juin 2005-2006, qui étaient d'environ 11,2 milliards de dollars. Le commerce entre le Pakistan et l'Algérie se fait principalement via des pays tiers, c'est-à-dire Dubaï, et est fortement sous-facturé. C'est la raison pour laquelle les chiffres du commerce de ne montrent pas la vraie image de l'accord bilatéral.

### Chiffres du commerce
Commerce international du point-de-vue pakistanais, exprimé en milliers de dollars[source insuffisante] :
| Année   | Exportations | Importations | Volume Total |
| ------- | ------------ | ------------ | ------------ |
| 2000-01 | 3 887        | 143          | 4 030        |
| 2001-02 | 5 613        | 56           | 5 669        |
| 2002-03 | 6 357        | 289          | 6 646        |
| 2003-04 | 7 612        | 603          | 8 215        |
| 2004-05 | 13 137       | 339          | 13 476       |
| 2005-06 | 11 203       | 6 147        | 17 450       |
| 2006-07 | 25 178       | 1 748        | 26 926       |
| 2007-08 | 24 800       | n.a.         | n.a.         |

Les deux pays maintiennent des relations diplomatiques complètes l'un avec l'autre et ont leurs ambassades respectives à Alger et Islamabad.